# Манцетти, Сервандо
Сервандо Арречига Мансанилья, более известный как Сервандо Манцетти (исп. Servando Arrechiga Mansanilla, mas conocido como Servando Manzetti; род. 6 ноября 1953, Мехико) — мексиканский актёр театра и кино.

## Биография
Родился 6 ноября 1953 года в Мехико . С детства мечтал стать актёром, и в 1981 году его мечта осуществляется — он дебютирует в фильме и с тех пор снимается ещё в 17 работах в кино, среди которых присутствуют телесериалы. В России актёра помнят и любят по ярким ролям: Эдуардо Рейносо (Дикая Роза), Альберто Ривера (Просто Мария) и Адвоката Дегольядо (Наперекор судьбе). После сыгранной роли в корометражке в 2005 году, актёр порвал с кинематографом и теперь он известен благодаря театру. Он по-прежнему проживает в Мехико и трудится в театре Medio Artistico.

## Фильмография

### Сериалы

#### Свыше 2-х сезонов
- 1985—2007 — Женщина, случаи из реальной жизни (всего 22 сезона).

#### Televisa
- 1982 — Люби меня всегда
- 1982 — Я устала жить — Густаво.
- 1983 — Хищница — Педро.
- 1984 — Принцесса — Рубен.
- 1987-88 — Дикая Роза — Эдуардо Рейносо
- 1989-90 — Просто Мария — Альберто Ривера (дубл. Сергей Паршин).
- 1995 — Бедная богатая девочка — Адвокат Фелипе Медрано.
- 1997 — Без тебя — Николас.
- 1999 — Ради твоей любви — Альваро.
- 2000-01 — Личико ангела — Адвокат Кристоболь Валадес.
- 2005 — Наперекор судьбе — Адвокат Дегольядо.

#### Фильмы
- 1981 — До здравствует Тепито
- 1985 — Кошмар на кладбище — Хорхе.
- 1986 — Убийство в Матаморос
- 1986 — Случаи сигнализации  — Родольфо.
- 1991 — Крыса

#### Короткометражные фильмы
- 2005 — Невооружённым глазом — Хоакин.